# 드림즈 FC
드림즈 FC(영어: Dreams Football Club)는 가나 그레이터아크라주를 연고로 하는 축구단이다. 2009년에 창단되었으며, 가나 프리미어리그에 참가하고 있다.